# 25 Concierto Conmemorativo
25 Concierto Conmemorativo es el vigésimo álbum en vivo, producido por el cantante cristiano Marcos Witt. El álbum fue grabado en vivo desde el Lakewood Church, en la ciudad de Houston, Texas en EE. UU., el 25 de febrero de 2011 con más de 15 mil personas. El CD+DVD salió a la venta el 5 de julio de 2011. Al pasar los años, el concierto se ha convertido en uno de los más legendarios de la historia de la música cristiana y de la carrera del artista.

## Datos
La temática del concierto está basado en los 25 años de trayectoria artística de Marcos Witt.
El estilo musical que predomina está dirigido a sutiles arreglos en muchas de sus canciones donde sobresalen la balada, el rock alternativo, el blues y el jazz, y en una sola canción, la bachata.
Incluye varios recopilados de sus canciones más conocidas como «Cuán bello es el Señor», «Dios ha sido fiel» y «Gracias» entre otros. Además, cuenta con la participación de varios cantantes del medio como Álex Campos, Danilo Montero, Coalo Zamorano, Marcela Gándara, Marco Barrientos y otros como Crystal Lewis, Ray Alonso y Jesús Adrián Romero.
En el DVD, están incluidas, dos recopilaciones de canciones que Marcos Witt interpretó a lado de sus dos bandas de los cuales, resalta su exbajista y vocalista del grupo Rojo, Emmanuel Espinosa.
El concierto es a veces criticado por la ausencia de varios artistas como Juan Carlos Alvarado, Jaime Murrell, Marcos Vidal, Gadiel Espinoza, Miguel Cassina, Luis Enrique Espinosa, Jorge Lozano, entre otros artistas que estuvieron con Marcos Witt en sus primeros años como artista.

## Participaciones especiales
En el DVD del concierto, sobresalen ciertas vivencias del mismo Marcos Witt en cuanto a su vida como músico y sus experiencias en cuanto a sus composiciones.
Además, cuenta con los testimonios de Luis Gándara, padre de Marcela Gándara, y de Álex Campos. Destaca la colaboración musical de la primera y la segunda banda de Marcos Witt. El DVD incluye un mensaje en video del pastor y presidente de Lakewood Church, Joel Osteen, y una dedicatoria del cantante Juan Luis Guerra, quien realiza el arreglo para la canción «Renuévame».

## Canciones
- Preludio (conmemorativo) (2011)

Letra y música: Marcos Witt
- Canción a Dios (1986)

Letra y música: Marcos Witt
- Motivo de mi Canción (1989)

Letra y música: Marcos Witt
- Es Por Ti (2001)

Letra y música: Marcos Witt, Coalo Zamorano & Néstor Cano
- Te Amo (1980)

Letra y música: Marcos Witt
- Cuán Bello es el Señor (1990)

Letra y música: Jason Morris
- Has Cambiado mi Lamento (1990)

Letra y música: Juan Salinas
- Un Adorador (1987)

Letra y música: Juan Salinas
- Será Llena la Tierra (1991)

Letra y música: Juan Salinas
- Te Exaltamos (1989) (Marcos Witt y su primera banda) (Incluido solo en DVD)

Letra y música: Marcos Witt
- Tu Misericordia (1987) (Marcos Witt y su primera banda) (Incluido solo en DVD)

Letra y música: Marcos Witt
- Tú y Yo (1990) (Marcos Witt y su primera banda) (Incluido solo en DVD)

Letra y música: Marcos Witt
- Al Que Es Digno (1996) (Marcos Witt y su segunda banda) (Incluido solo en DVD)

Letra y música: Coalo Zamorano
- Venció (ft. Ray Alonso) (1996) (Marcos Witt y su segunda banda) (Incluido solo en DVD)

Letra y música: Martín Joffré
- Enciende Una Luz (1998) (Marcos Witt y su segunda banda) (Incluido solo en DVD)

Letra y música: Marcos Witt 
- Dios Ha Sido Fiel (ft. Crystal Lewis) (2001)

Letra y música: Coalo Zamorano, Gamaliel Morán & Marcos Witt
- Tu Fidelidad (ft. Álex Campos) (1993)

Letra y música: Miguel Cassina
- Fiel (ft. Álex Campos) (2006)

Letra y música: Álex Campos
- Se Oye en las Naciones (1998)

Letra y música: Emmanuel Espinosa & Marcos Witt 
- Levántate Señor (1994)

Letra y música: Marcos Witt
- Poderoso (1992)

Letra y música: Marcos Witt
- Aleluya a nuestro Dios (2001)

Letra y música: Emmanuel Espinosa & Juan Salinas
- Cristo es mi Señor (1993)

Letra y música: Marcos Witt
- Tú Harás (2008)

Letra y música: Jez Babarzcy & Isaías Rangel 
- En los Montes, en los Valles (2005)

Letra y música: Emmanuel Espinosa & Juan Salinas
- Renuévame (1998)

Letra y música: Marcos Witt
- Tu Amor Por Mi (ft. Marcela Gándara) (1990)

Letra y música: Lorena Warren
- Yo Te Busco (ft. Marcela Gándara) (2002)

Letra y música: David Bell
- Temprano Yo Te Buscaré (ft. Jesús Adrián Romero) (1994)

Letra y música: Marcos Witt
- Tu Mirada (ft. Jesús Adrián Romero) (1996)

Letra y música: Saúl Morales
- Hermoso Eres (ft. Coalo Zamorano) (1992)

Letra y música: Juan Salinas, Marcos Witt & Pepe Novelo
- Exáltate (ft. Danilo Montero) (1993)

Letra y música: Samuel E. Luna
- Mas el Dios de toda Gracia (ft. Danilo Montero & Coalo Zamorano) (1994)

Letra y música: Marcos Witt
- Dios de Pactos (ft. Danilo Montero & Coalo Zamorano) (2002)

Letra y música: Emmanuel Espinosa, Juan Salinas, Marcos Witt & Steven Barr 
- Gracias (ft. Marco Barrientos) (1995)

Letra y música: Marcos Witt
- Dios Ha Sido Bueno (2005) (Incluido solo en DVD)

Letra y música: Marcos Witt

## Miembros de la banda

### Primera Banda
- César E. Garza (Dirección, piano y teclados)
- Randall González (Batería)
- Gerray West (Guitarra)
- Luis Chi Sing (Bajo)
- Melvin Cruz (Teclados)

### Segunda banda
- Isaac Escamilla (Piano y teclados)
- Randall González (Batería)
- Gerray West (Guitarra)
- Emmanuel Espinosa (Dirección y Bajo)
- Rudy Rodríguez (Saxofón)
- Melvin Cruz (Teclados)

#### Coros
- Coalo Zamorano
- Nolita Warren de Theo
- Lorena Warren de Zamorano

### Banda actual
- Sergio González (Piano y teclados)
- Isaac Doria (Batería)
- Roberto Prado (Guitarra eléctrica)
- Daniel Prado (Bajo)
- Coalo Zamorano (Guitarra acústica)

#### Metales
- Omar Martínez (1.ª Trompeta)
- Keneth Easton (2.ª Trompeta)
- Eduardo Hernández (Saxofón)
- Andre Hayward (Trombón)

#### Coros
- Coalo Zamorano
- Noemí Prado
- Priscilla González
- Lorena Warren de Zamorano